# Gymnobisium
Genre
Gymnobisium est un genre de pseudoscorpions de la famille des Gymnobisiidae.

## Distribution
Les espèces de ce genre se rencontrent en Afrique du Sud et au Lesotho.

## Liste des espèces
Selon Pseudoscorpions of the World (version 3.0) :
- Gymnobisium octoflagellatum Beier, 1947
- Gymnobisium quadrispinosum (Tullgren, 1907)

et décrites depuis :
- Gymnobisium capense Neethling & Neethling, 2023
- Gymnobisium cuneatum Neethling & Neethling, 2023
- Gymnobisium hogsbackense Neethling & Neethling, 2023
- Gymnobisium inukshuk Harvey & Giribet, 2016
- Gymnobisium megalodontum Neethling & Neethling, 2023
- Gymnobisium prionotogladiatum Neethling & Neethling, 2023

## Systématique et taxinomie
Ce genre a été décrit par Beier en 1931. Il est placé dans les Gymnobisiidae par Beier en 1947.

## Publication originale
- Beier, 1931 : « Neue Pseudoscorpione der U. O. Neobisiinea. » Mitteilung aus dem Zoologischen Museum in Berlin, vol. 17, p. 299-318.